# Feria del Viaje de Madrid
Feria del Viaje de Madrid  reúne a expositores especializados en diversos tipos de servicios turísticos, como reservas de vuelo u hoteles, alquileres de vehículos o compra de entradas para eventos. 
La Feria del Viaje de Madrid es un salón pionero dirigido al sector del turismo que organiza Globalia Corporación Empresarial y se celebra los días 6 y el 7 de mayo de 2017 en el WiZink Center, antiguo Palacio de Deportes, en la ciudad de Madrid, España. Nació como punto de encuentro entre turistas y empresas vinculadas al área de los viajes y con vocación de convertirse en una cita de referencia mundial del sector. Ha sido denominada “la primera feria de viaje para todos”. 
La característica diferenciadora de la Feria del Viaje de Madrid se basa en que ofrece al visitante la posibilidad de adquirir un paquete turístico completo sin salir del recinto y propone experimentar con diferentes combinaciones turísticas en más de 150 destinos para conseguir la oferta más ventajosa para el usuario final. Otra de sus particularidades es que la entrada al salón es gratuita. 
Durante los dos días que tiene lugar, además del área de expositores portátiles y modulares, se habilita una zona de animación con actividades culturales, gastronómicas y de ocio para los asistentes, como show cooking, degustación de productos típicos, catas, danzas tradicionales, servicios de ludoteca infantil o conciertos.
El salón puede acoger a más de 50.000 visitantes en los 4.700 metros cuadrados habilitados del recinto. El Ayuntamiento de Madrid y la Comunidad de Madrid son los colaboradores de la edición de 2017, junto a Globalia, Halcón Viajes y Viajes Ecuador

### Artículos
- Agencia EFE
- Nexotur
- Diario Expansión
- Diario Preferente
- OKDiario

- Datos: Q29066472